# Alpii Zillertal
Alpii Zillertal sunt o subgrupă a Alpilor Orientali Centrali situată parțial în Austria, în regiunile Tirol și Salzburg, precum și în provincia Tirolul de Sud din Italia.
De la altitudinea de 2.500 m începe zona ghețarilor, zonă care prin procesul global de încălzire a Pământului se reduce în mod continuu de la an la an. Ghețari existenți în prezent:
- Hintertuxer (sau Gefrorene-Wand-Kees)
- Gliderferner
- Schlegeiskees
- Waxeggkees
- Nöfesferner
- Hornkees
- Schwarzensteinkees
- Floitenkees
- Löfflerkees
- Stillupkees

## Munți învecinați
- Alpii Tux (în nord)
- Kitzbühler Alpen (în nord-est)
- Venedigergruppe (în est)
- Rieserfernergruppe (în sud-est)
- Dolomiți (în sud)
- Sarntaler Alpen (în sud-vest)
- Alpii Stubai (în vest)

## Vârfuri mai importante

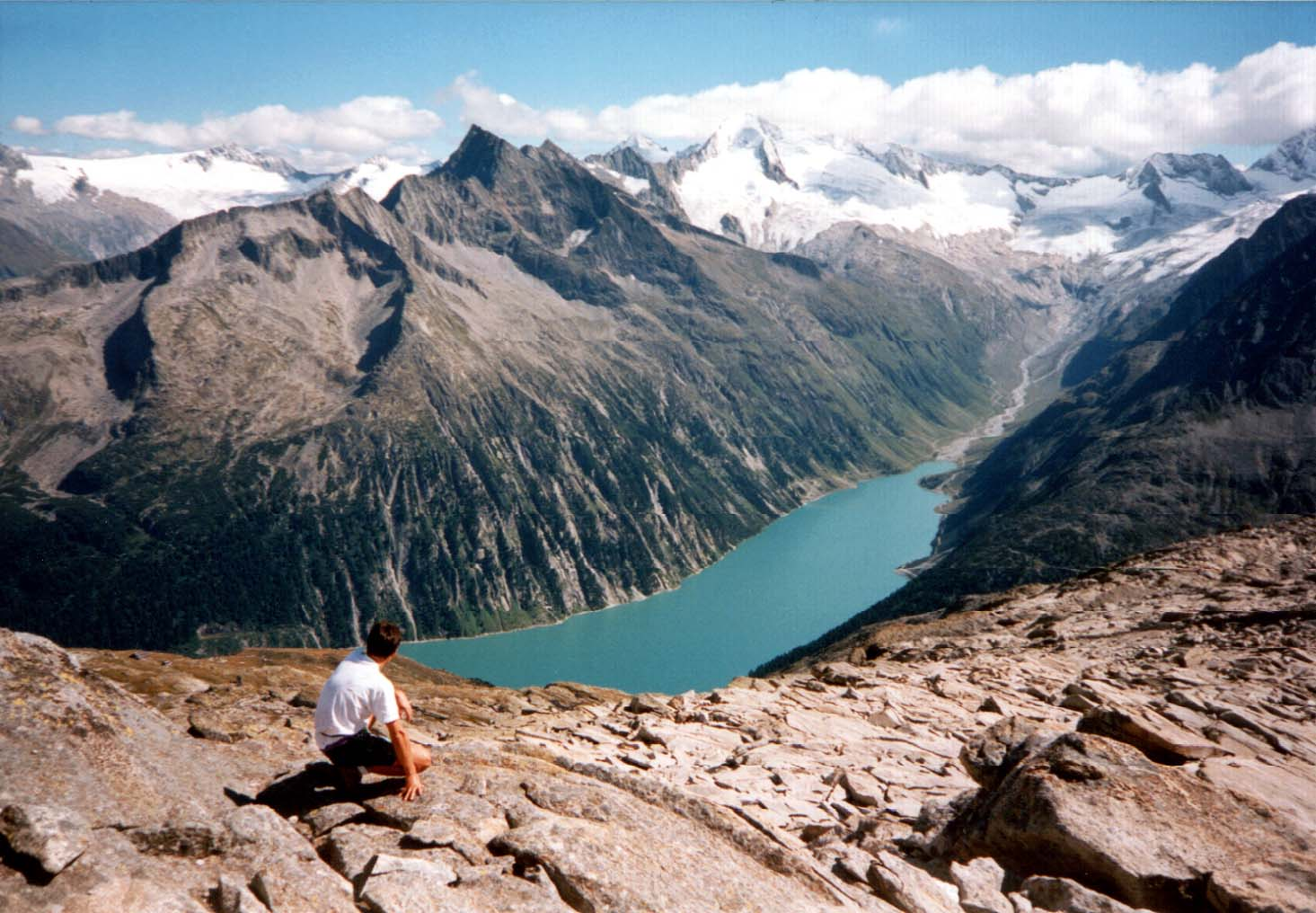
Lacul Schlegeisspeicher

- Hochfeiler, 3.510 m
- Großer Möseler, 3.478 m
- Olperer, 3.476 m
- Hochfernerspitze, 3.463 m
- Turnerkamp, 3.418 m
- Schrammacher, 3.411 m
- Großer Löffler, 3.376 m
- Hoher Weißzint, 3.371 m
- Schwarzenstein, 3.368 m
- Reichenspitze, 3.303 m
- Hoher Riffler, 3.231 m
- Wilde Kreuzspitze, 3.134 m